# Hundred Rabbits
Hundred Rabbits, aussi stylisé 100 Rabbits ou 100R, est un collectif artistique canadien fondé par Devine Lu Linvega et Rek Bell. Le duo est connu pour son travail à la croisée de l’art numérique, du développement logiciel et de la création vidéoludique, réalisé depuis un voilier en autonomie énergétique. Leur démarche s’inscrit dans le courant du permacomputing, qui valorise la simplicité, la durabilité et la résilience technologique.

## Présentation
Hundred Rabbits est fondé en 2015, après que Devine Lu Linvega, alors développeur web au Japon, se voit refuser le renouvellement de son visa. Avec Rek Bell, illustrateur·ice et écrivain·e, iels décident de quitter Tokyo pour Montréal, puis de vivre et travailler à bord d’un voilier baptisé Pino — un Yamaha 33 de 1982 — transformé en studio de création itinérant.
Depuis 2016, le couple navigue dans le Pacifique Nord, créant des jeux vidéo, des logiciels, des livres et de la musique à partir de solutions low-tech, souvent sans connexion Internet pendant plusieurs semaines.

## Membres
- Devine Lu Linvega : développeur, musicien (alias « Aliceffekt »), créateur de jeux[1] et de langages informatiques[2].
- Rek Bell : illustrateur·ice, écrivain·e, navigateur·ice. Bell est non-binaire[3] et utilise le pronom « they » en anglais.

## Projets notables

### Jeux vidéo
- Oquonie (2014) : jeu d’exploration surréaliste en noir et blanc, co-développé avec Rek Bell.
- Donsol (2015) : jeu de cartes inspiré du dungeon crawler, jouable sur navigateur ou mobile.
- Hiversaires (2013) : jeu d’aventure en pointer-et-cliquer sans texte, influencé par le mystère et la symbolique.

### Logiciels et outils créatifs
- Uxn/Varvara : environnement de développement basé sur une machine virtuelle minimaliste, conçu pour fonctionner sur des systèmes à faibles ressources. Programmable en assembleur Uxntal, il permet de créer des applications portables et durables, distribuables tels des fichiers ROM de jeux vidéo pour émulateurs.
- Orca : environnement de livecoding visuel pour la composition musicale algorithmique.
- Left : éditeur de texte minimaliste.
- Noodle : outil de dessin vectoriel.
- Nasu : éditeur de sprites.

## Philosophie et mode de vie
Hundred Rabbits adopte une approche radicale de la création numérique :
- travail hors-ligne et en autonomie énergétique (panneaux solaires, stockage limité) ;
- rejet des dépendances logicielles complexes ou propriétaires ;
- documentation libre et open source de leurs outils et méthodes ;
- réflexion sur la durabilité des technologies et la résilience numérique face à l’obsolescence programmée.

Leur démarche est souvent citée comme un exemple de permacomputing, un courant qui cherche à rendre l’informatique plus sobre, éthique et soutenable.

## Réception et influence
Leur travail a été présenté dans des festivals comme le XOXO Festival à Portland (2019), et relayé par des médias comme The Verge, Vice, L’ADN ou Geekzone. Leur projet Uxn est salué pour sa capacité à faire fonctionner des logiciels sur des plateformes aussi variées que la Playdate, le Raspberry Pi Pico, ou même des consoles rétro comme la Game Boy Advance.